# Каприно Бергамаско
Каприно Бергамаско (итал. Caprino Bergamasco) је насеље у Италији у округу Бергамо, региону Ломбардија.
Према процени из 2011. у насељу је живело 646 становника. Насеље се налази на надморској висини од 418 м.

## Становништво
| 1931. | 1936. | 1951. | 1961. | 1971. | 1981. | 1991. | 2001. | 2011. |
| ----- | ----- | ----- | ----- | ----- | ----- | ----- | ----- | ----- |
| 2.476 | 2.386 | 2.550 | 2.368 | 2.161 | 2.549 | 2.675 | 2.823 | 3.127 |